# De Katte
De Katte, in de volksmond gewoonweg Katte, is een gehucht in de Oost-Vlaamse stad Lokeren.
Het gehucht staat lokaal bekend als de plek waar mensen hun katten achterlaten.

## Ligging
De Katte ligt aan het einde van de Doorgangstraat, nabij de N70, op het kruispunt met de Nieuwpoortstraat. Door lintbebouwing is het gehucht volledig verbonden geraakt met het centrum van Lokeren, waarvan het ruim vier kilometer verwijderd is.
Deelgemeenten: Daknam · Eksaarde · Lokeren · Moerbeke

Dorpen: Doorslaar · Heiende · Koewacht · Kruisstraat · Oudenbos

Gehuchten: Brandbezen · Bautschoot · Briel · Calaigne · Caudenborm · De Katte · Den Oever · Duivekeet · Eksaardedam · Everslaar · Fortuine · Ganzendries · Lammeken · Heydensveer · Hillare · Hul · Keerken · Keersmakers · Molenhoek · Molsbergen · Naastveld ·  Nieuwpoort · Oosteindeke · Pereboom · Rijssel · Rode Sluis · Scheepken · Staakte · Stenenbrug · Terwest · Turfakkers · Veldeken · Vogelzang · Vossel · Werkstede · Westhoek · Zeveneekskens · Zwarte Sluis

Wijken: Bergendries · Bokslaar · Bloemenwijk · De Kop · Flamigantenwijk · Ledehof · Heirbrug · Lokeren-Zuid · Puttenen · Rozen · Schrijverswijk · Spoele · Stationswijk · Vogelkwijk

Buurten: Kouter · Oude Brug · 't Zand

Belgische gemeenten · Arrondissement Sint-Niklaas · Oost-Vlaanderen · Vlaanderen